# Prígorodni (Alekséievskaia)
|  | Per a altres significats, vegeu «Prígorodni». |

Prígorodni - Пригородный (rus) és un possiólok del krai de Krasnodar, a Rússia. Es troba a les terres baixes de Kuban-Azov, a la vora dreta del riu Txelbas, davant de Krasnoktiàbrskaia, a 5 km al sud de Tikhoretsk i a 120 km al nord-est de Krasnodar.
Pertany al municipi d'Alekséievskaia.